# Сан-Джузеппе-да-Копертино
Сан-Джузеппе-да-Копертино (итал. San Giuseppe da Copertino) — католическая базилика в итальянской коммуне Озимо, регион Марке, провинция Анкона. Была построена в XIII веке и посвящена святому Франциску Ассизскому, посетившему Озимо в 1215 и 1220 годах. Наиболее известна в связи с тем, что в ней похоронен Джузеппе из Копертино — итальянский монах-францисканец, который почитается как мистик и святой.

## История
Базилика на месте современной церкви святого Джузеппе из Копертино была создана в XIII веке. Изначально она была посвящена святому Франциску Ассизскому, посещавшему город Озимо в 1215 и 1220 годах, и освящена 7 мая 1234 года. Архитектура базилики объединяет черты романского и готического стилей.

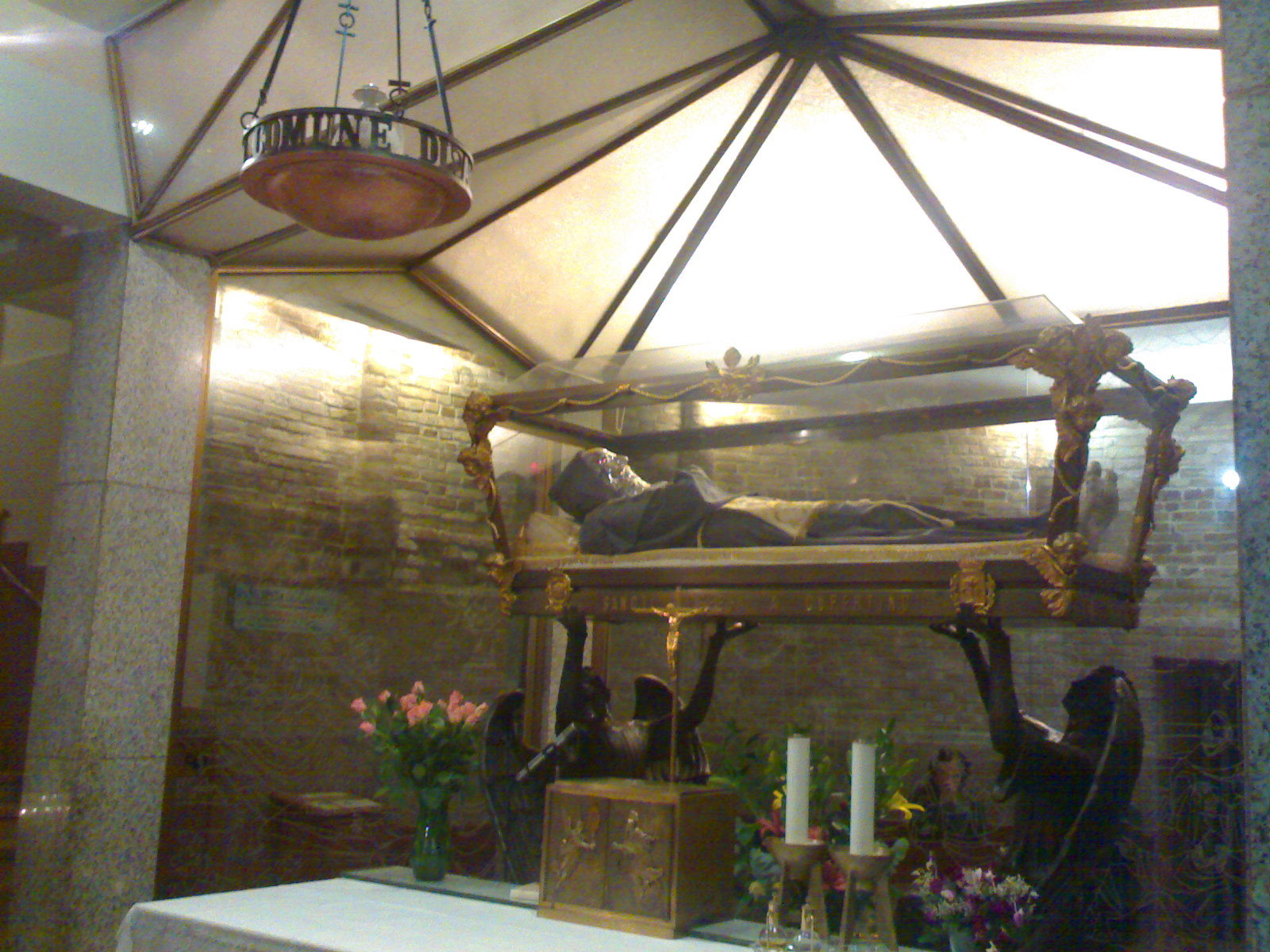
Мощи святого Джузеппе

Широкую известность церковь получила в XVII веке, после того как в ней был похоронен Джузеппе из Копертино (1603—1663), известный также как Иосиф из Купертино и Иосиф Купертинский, — итальянский монах-францисканец, который почитается как мистик и святой. Согласно легендам, он был знаменит благодаря способности к левитации и многочисленным экстатическим видениям, что находило противоречивую реакцию со стороны официальной церкви, в частности инквизиции. В связи с этим он часто был вынужден менять места служения «из одного монастыря в другой», найдя последнее пристанище в Озимо. По словам английского журналиста и писателя Генри Воллама Мортона (1892—1979):
К концу жизни святого слава Иосифа стала так велика, что приходилось запирать его, чтобы спасти от внимания поклонников и любопытства зевак. Хотя силы его слабели, он всё же совершил короткий полет за день до смерти. На смертном одре Иосиф прошептал: «Ослик начал карабкаться в гору; ослик не может пойти дальше, он хочет сбросить свою шкуру». Иосифу было шестьдесят лет. Похоронили его в соборе Осимо и через четыре года канонизировали.

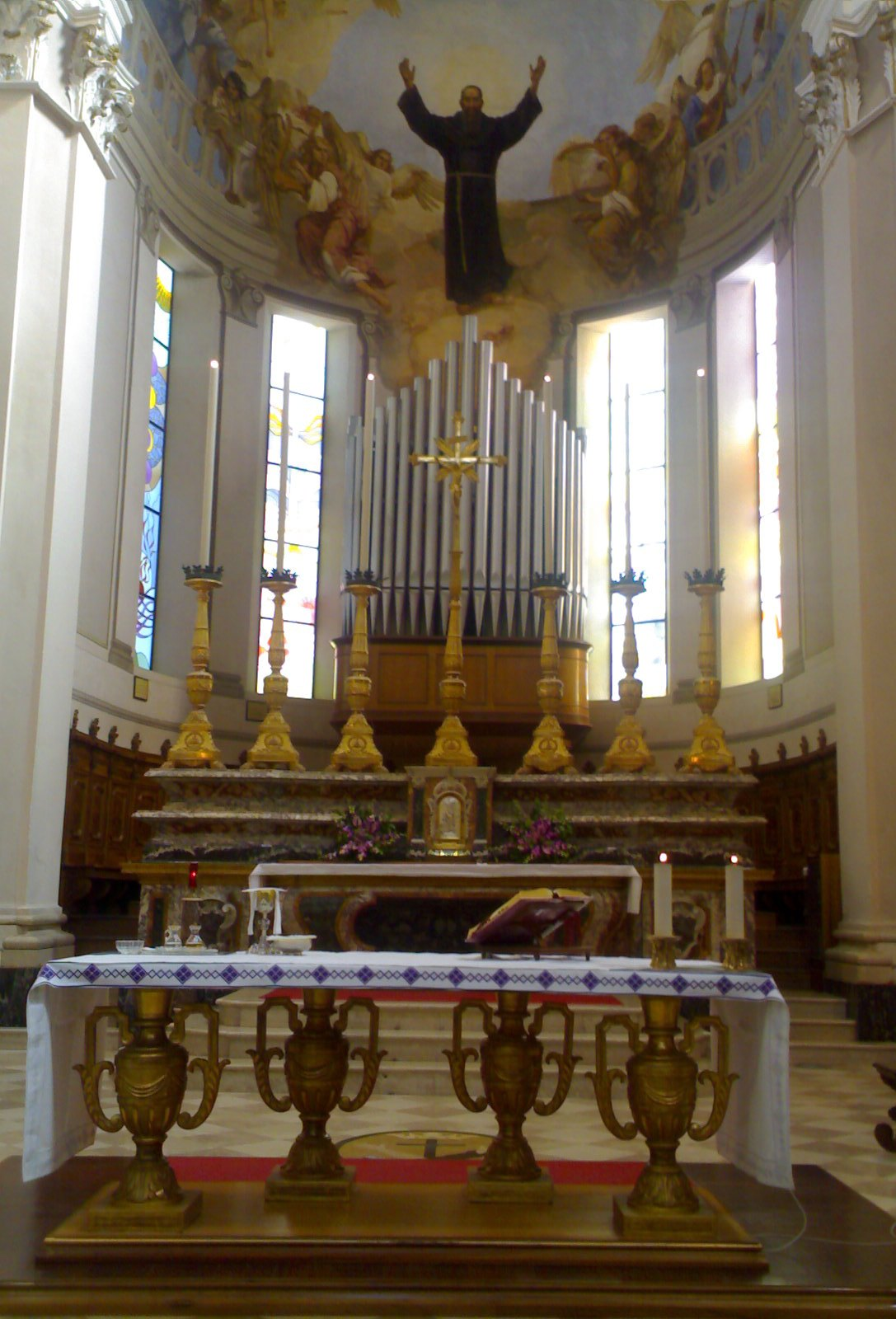
Алтарь церкви. Полукупол апсиды украшен фреской «Прославление святого Джузеппе» Гаэтано Боккетти

Иосиф умер в 1663 году в Озимо, был беатифицирован в 1753 году, а в 1767 году канонизирован. После этого члены церкви Frati Minori Conventuali поручили архитектору Андреа Вичи (Andrea Vici; 1743—1817) реконструировать интерьеры базилики, что было выполнено в стиле барокко. После канонизации Джузеппе его останки были помещены под главный алтарь в 1771 году. Позже его мощи были размещены в склепе, построенном в 1963 году. Убранство склепа выполнено в виде ангелов, которые держат стеклянный саркофаг со святым, погребённым в монашеской одежде. Он считается покровителем закоренелых грешников и студентов, сдающих экзамены, а также авиаторов и, с 1963 года, — космонавтов.
В церкви находятся «Мадонна на троне со святыми» работы Антонио Соларио и «Распятие» Франческо Солимены (1657—1747). Последнее было перенесено сюда в 1893 году из городской ратуши. В 1933—1937 годах Гаэтано Боккетти (Gaetano Bocchetti; 1888—1990) создал в апсиде церкви фреску «Прославление святого Джузеппе», а на остальных стенах — фрески на темы жития других францисканских святых. В алтаре храма хранятся мощи святого Бенвенуто Бамбоцци (1809—1875). В ризнице сохранились фрески XIV века и картина «Экстаз святого Джузеппе после посещения Святой Хижины в Лорето» работы Маццанти (1781). Август Монтегю Саммерс писал про место упокоения святого: «Думается, что мало столь благоухающих святостью святилищ, каковым является этот монастырь в Осимо. Во время моего визита к гробнице св. Иосифа я был глубоко тронут многочисленными напоминаниями о жизни святого, там сохранившимися, и добротой отцов его нынешнего братства».
В расположенном рядом монастыре, где святой проживал с 1657 по 1663 год, создан посвящённый ему музей, расположенный в комнатах, которые занимал святой.